# MEMZ

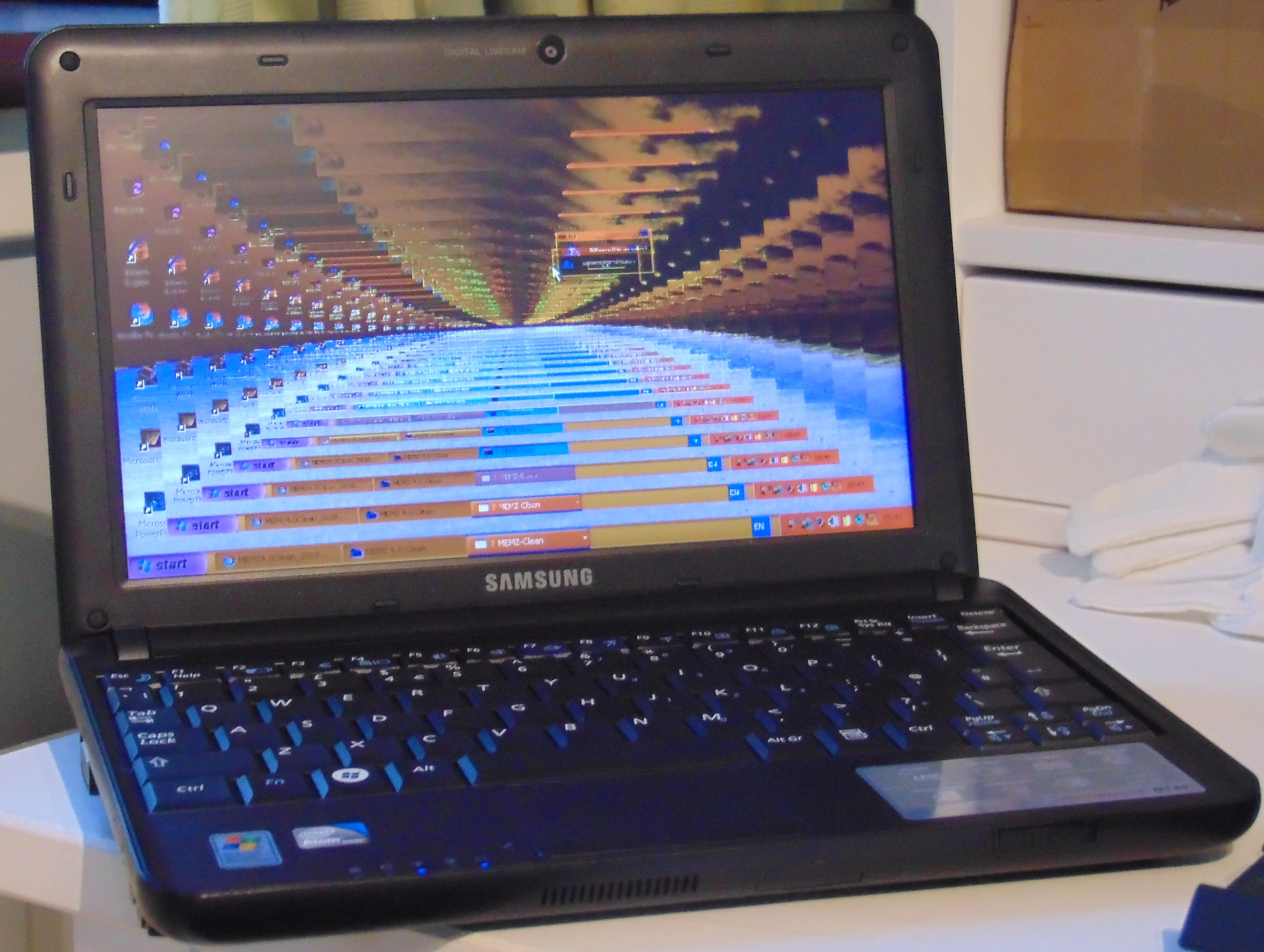

MEMZ(MEMZ trojan)는 마이크로소프트 윈도우용으로 개발된 컴퓨터 바이러스이자 트로이 목마이다
MEMZ는 원래 유튜버 danooct1의 Viewer-Made Malware 시리즈를 위해 Leurak가 만든 것이다. 이 바이러스는 고유하고 복잡한 페이로드로 악명을 얻었으며 일부에게는 지연과 함께 자동으로 활성화된다. 바이러스의 많은 부분이 Nyan Cat 등의 인터넷 밈에 기반을 둔다.